# Juan Carlos Garrido Fernández
Juan Carlos Garrido Fernández (València, 1969) és un entrenador valencià de futbol.

## Biografia
Juan Carlos Garrido ha estat vinculat al club vila-realenc des de 1999 quan es fa càrrec de l'escola del Vila-real CF. El mateix any compagina aquest càrrec amb el d'entrenador del Club Esportiu Onda, aleshores filial del club groguet. Amb l'Onda aconseguiria un campionat de la lliga a Tercera Divisió.
El 2001 deixà l'Onda per centrar-se de nou com a director i secretari tècnic del Vila-real CF fins al 2008 quan és reclamat per tal de dirigir el Vila-real B després de la sortida de Juan Carlos Oliva. Aquells anys aconseguiria l'històric ascens a la Lliga Adelante i a la temporada següent la seua permanència.
L'1 de febrer de 2010 es va fer càrrec del primer equip del Vila-real Club de Futbol. El seu primer partit en Primera Divisió va ser el 7 de febrer de 2010, quan el Vila-real CF va perdre 1-0 davant el RCD Mallorca. Una setmana més tard, el 13 de febrer, va aconseguir la seua primera victòria guanyat 2-1 a l'Athletic Club. Finalment, l'equip castellonenc va acabar en setena posició la temporada, la qual cosa li donava dret a jugar la Lliga Europa de la UEFA.
La temporada 2010-11, Garrido va aconseguir portar al Vila-real fins a la quarta posició en Lliga i les semifinals de l'Europa League en una gran temporada per a l'equip groc.
El desembre de 2013 va fitxar pel Reial Betis en substitució del destituït Pepe Mel, i va començar amb polèmica, ja que segons el seleccionador català, l'entrenador del Betis va menysprear la selecció catalana i va impedir que l'internacional català Joan Verdú pogués jugar. El 19 de gener del 2014 va ser destituït.
El 8 de juliol de 2014 es va anunciar el seu fitxatge per l'Al-Ahly SC El Caire, el principal club d'Egipte, per dues temporades.

### Clubs
| Club                | País          | Any       |
| ------------------- | ------------- | --------- |
| El Puig CF          | País Valencià | 1992-1998 |
| CE Onda             | País Valencià | 1998-1999 |
| Vila-real B         | País Valencià | 2008-2010 |
| Vila-real CF        | País Valencià | 2010-2011 |
| Bruges KV           | Bèlgica       | 2012-2013 |
| Real Betis Balompié | Espanya       | 2013-2014 |
| Al-Ahly SC El Caire | Egipte        | 2014-2015 |